# Ludwig Gredler
Ludwig Gredler (* 19. November 1967 in Hall in Tirol) ist ein ehemaliger österreichischer Biathlet und heutiger Biathlontrainer.

## Karriere
Der in Tux lebende, gelernte Einzelhandelskaufmann begann seine Karriere im ÖSV 1990. In der Weltcupsaison 1990/91 in Lahti nahm er an seinen ersten Weltmeisterschaften teil. Der Tiroler errang über 10 km den 28. Platz. Bei seinen ersten Olympischen Winterspielen in Albertville wurde er über 10 km 11. Seinen ersten Weltcupbewerb gewann Gredler in der Saison 1992/93 in Pokljuka mit der Staffel. Der Tiroler holte seinen ersten Einzelweltcupsieg 1992/93 in Kontiolahti über 20 km. In der Saison 1999/2000 bei den Biathlon-Weltmeisterschaften in Oslo wurde er Vizeweltmeister über 20 km. Gredlers aktueller Beruf ist Zeitsoldat beim österreichischen Bundesheer.
Ab der Saison 2014/15 war Gredler Assistenztrainer des Nationalteams der österreichischen Biathlon-Männer. Zur Saison 2025/26 rückte er zum Cheftrainer auf.

## Weitere Erfolge

### Weltcup
1991/92:
- 1. in Fagernes in der Staffel
- 2. in Oslo über 10 km
- 2. in Nowosibirsk über 10 km

1992/93:
- 1. in Kontiolahti über 20 km
- 1. in Pokljuka in der Staffel
- 3. in Lillehammer über 10 km

1994/95:
- 1. in Lahti über 20 km
- 2. in Lillehammer über 20 km
- 2. in Ruhpolding über 10 km
- 2. in Ruhpolding in der Staffel
- 3. in Ruhpolding in der Staffel

1995/96:
- 1. in Östersund über 10 km
- 1. in Antholz über 10 km

1996/97:
- 1. in Ruhpolding in der Staffel

1997/98:
- 2. in Kontiolahti über 12,5 km Verfolgung

1999/2000:
- 1. in Hochfilzen in der Staffel

2003/04:
- 2. in Osrblie über 10 km
- 3. in Oberhof in der Staffel

### Weltmeisterschaften
- 1992 in Nowosibirsk 5. in der Staffel
- 1993 in Borowez 5. über 20 km
- 1997 in Osrblie 3. über 20 km
- 2000 in Oslo 2. über 20 km

### Olympia
- 1992 in Albertville 11. über 10 km
- 1994 in Lillehammer 5. über 10 km
- 1994 in Lillehammer 18. über 20 km
- 1998 in Nagano 11. über 10 km
- 1998 in Nagano 12. über 20 km
- 2002 in Salt Lake City 11. über 20 km
- 2002 in Salt Lake City 10. über 10 km
- 2002 in Salt Lake City 4. über 12,5 km Verfolgung
- 2002 in Salt Lake City 6. in der Staffel

### Staatsmeisterschaften
Gredler ist dreifacher österreichischer Staatsmeister.

### Militär-WM
Gredler holte bisher eine Silbermedaille und eine Bronzemedaille.

### Biathlon-Weltcup-Platzierungen
Die Tabelle zeigt alle Platzierungen (je nach Austragungsjahr einschließlich Olympische Spiele und Weltmeisterschaften).
- 1.–3. Platz: Anzahl der Podiumsplatzierungen
- Top 10: Anzahl der Platzierungen unter den ersten zehn (einschließlich Podium)
- Punkteränge: Anzahl der Platzierungen innerhalb der Punkteränge (einschließlich Podium und Top 10)
- Starts: Anzahl gelaufener Rennen in der jeweiligen Disziplin

| Platzierung              | Einzel | Sprint | Verfolgung | Massenstart | Team | Staffel | Gesamt |
| ------------------------ | ------ | ------ | ---------- | ----------- | ---- | ------- | ------ |
| 1. Platz                 | 3      | 3      |            |             | 1    | 2       | 9      |
| 2. Platz                 | 2      | 5      | 1          |             |      | 1       | 9      |
| 3. Platz                 | 1      | 1      | 1          |             |      | 1       | 4      |
| Top 10                   | 10     | 38     | 12         | 4           | 1    | 41      | 106    |
| Punkteränge              | 32     | 73     | 37         | 19          | 2    | 49      | 212    |
| Starts                   | 60     | 128    | 60         | 19          | 2    | 51      | 320    |
| Stand: nach Karriereende |        |        |            |             |      |         |        |

## Auszeichnungen (Auszug)
- 2000: Silbernes Ehrenzeichen für Verdienste um die Republik Österreich